# Noc Sprawiedliwych Pięści
Noc Sprawiedliwych Pięści – polski komiks autorstwa Andrzeja Nowakowskiego (scenariusz i rysunki). 

## Geneza i wydania
Pierwsze wydanie Nocy Sprawiedliwych Pięści ukazało się w 1983 nakładem bydgoskiego wydawnictwa Pomorze. Autor wykorzystał popularność filmów z Bruce'em Lee oraz innych filmów o wschodnich sztukach walki i zaproponował własną historię, opowiadającą o Stanie No-Wang, młodym adepcie dalekowschodnich sztuk walki, który po zakończeniu szkolenia, zostaje wysłany na pierwszą misję do państwa-miasta Megalopolis. Jak sam wspominał, wydanie komiksu było możliwe dzięki dostrzeżeniu jego komercyjnego potencjału (wcześniej często dominował narzucony odgórnie dydaktyzm). Wcześniejsze losy głównego bohatera zostały pokazane w ukazującej się od 12 grudnia 1983 do 18 stycznia 1984 na łamach Dziennika Wieczornego serii Brama smoka.
W ocenie Macieja Jasińskiego był to "najbardziej kultowy" komiks Andrzeja Nowakowskiego. Doczekał się wznowienia w 2022. W tym samym roku wydano też pierwszy raz w formie odrębnego zeszytu Bramę Smoka.